# 彩イリス
彩 イリス（あや いりす、1989年5月22日 - ）は、スリーライズに所属していた元女性ファッションモデル、元レースクイーン。
旧芸名は「青山 イリス」（あおやま いりす）。フランス人と日本人のハーフである。

## 来歴
友人の紹介でスリーライズに所属し、2010年、SUPER GT「MOTULサーキットレディ」に選ばれレースクイーンデビュー。平成生まれ（1989年 (平成元年) 生）としては初のMOTULサーキットレディとなった。2011年も引き続きMOTULサーキットレディを務めるが、同年5月21日と22日の岡山国際サーキット戦終了後、サーキットの轟音の影響による突発性難聴を患った為にRQを引退。以降はモデル業に転身する。
2011年9月4日・9月17日、神戸コレクション2011A/Wに出演。同イベント内で行われた「ワンライフモデルオーディション」で花井瑠美と共に審査員特別賞を受賞。
その後「彩イリス」に改名しモデル活動を続けていたが、2013年にスリーライズを退所。個人ブログも閉鎖され、2014年1月にモデル引退宣言を発表。

## 人物
- 前述のワンライフモデルオーディションのファイナリストだった大石絵理[4]（プラチナムプロダクション所属）や加治まや[5]と仲が良い。

## 出演

### ショー
- 神戸コレクション2011A/W（2011年9月4日、ワールド記念ホール / 2011年9月17日、グランドプリンスホテル新高輪）
- Girls Magic（2011年9月22日、ageha）
- 代官山コレクション2012（2012年5月2日、THE ROOM DAIKANYAMA）[6]